# Upper Manhattan
Upper Manhattan est un nom donné à la partie nord de l'arrondissement de Manhattan, à New York. Il s'étend théoriquement entre la 59e rue à la 155e rue, à l'extrémité nord de l'île. Cependant, le véritable Upper Manhathan correspond à l'espace situé au nord de la 96e rue (la limite sud de Manhattan Valley étant située à l'ouest, et celle de Spanish Harlem à l'est), ou de la 100e rue, c'est-à-dire à l'endroit où les numéros des rues comportent trois chiffres. Certains considèrent même que la bordure sud du quartier est symbolisée par Central Park, et donc par la 110e rue. Upper Manhattan regroupe ainsi plusieurs quartiers, comme Marble Hill, Inwood, Washington Heights, Harlem, ainsi qu'une partie de l'Upper West Side (Morningside Heights and Manhattan Valley) et de l'Upper East Side, avec Spanish Harlem. Le quartier est parfois appelé Uptown, à l'instar du Bronx.
Upper Manhattan pourrait être décrit comme la partie non touristique de Manhattan. Jusqu'à la fin du XXe siècle, la zone a été moins influencée par le phénomène de gentrification qui s'était déroulé dans les autres quartiers de la ville pendant les trente années précédentes. Ainsi, les cartes touristiques de la ville, qui occultent souvent les autres arrondissements de la ville, à savoir Queens, le Bronx, Brooklyn et Staten Island au profit d'une représentation de Manhattan ne présentent pas systématiquement Upper Manhattan. Cela tient au fait que la zone est réputée comme moins attrayante, moins ouverte aux touristes, et surtout plus touchée par la criminalité.

## Quartiers
- Washington Heights
- Marble Hill
- Inwood
- Harlem
- Manhattanville